# シブナリーン・チャンダーポール
シブナリーン・チャンダーポール（英: Shivnarine Chanderpaul、1974年8月16日 - ）は、ガイアナ出身の元プロクリケット選手。元西インド諸島代表。ポジションはバッツマン。

## 概要
20世紀有数のクリケット選手の一人。2008年には世界年間最優秀選手に贈られるサー・ガーフィールド・ソバーズ・トロフィーを受賞。